# 北九戸郡

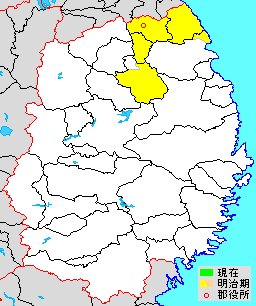
岩手県北九戸郡の範囲

北九戸郡（きたくのへぐん）は、岩手県にあった郡。

## 郡域
明治12年（1879年）に行政区画として発足した当時の郡域は、九戸郡軽米町、九戸村、洋野町および岩手郡葛巻町の大部分（田部を除く）、久慈市の一部（侍浜町）にあたる。

## 歴史

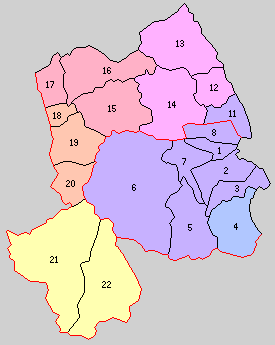
11.侍浜村 12.中野村 13.種市村 14.大野村 15.小軽米村 16.軽米村 17.晴山村 18.江刺家村 19.伊保内村 20.戸田村 21.葛巻村 22.江刈村（紫：久慈市 桃：洋野町 赤：軽米町 橙：九戸村 黄：岩手郡葛巻町 1 - 8は南九戸郡）

- 明治12年（1879年）1月4日 - 九戸郡（第1次）が分割し、軽米村ほか32村の区域をもって北九戸郡が発足。北九戸郡役所が軽米村に設置される[1]。（32村）

北侍浜村・南侍浜村・白前村・中野村・有家村・小子内村・種市村・大野村・阿子木村・帯島村・水沢村・小軽米村・蛇口村・円子村・軽米村・上館村・高家村・長倉村・晴山村・狄塚村・山内村・江刺家村・山屋村・伊保内村・荒屋村・小倉村・長興寺村・雪屋村・戸田村・山根村・葛巻村・江刈村
- 明治13年（1880年）10月 - 北九戸郡役所が廃止され、南北九戸役所が南九戸郡大川目村に設置される[2]。
- 明治22年（1889年）4月1日 - 町村制の施行により、以下の各村が発足。（12村） 
  - 侍浜村 ← 北侍浜村、南侍浜村、白前村（現・久慈市）
  - 中野村 ← 中野村、有家村、小子内村（現・九戸郡洋野町）
  - 種市村（単独村制。現・九戸郡洋野町）
  - 大野村 ← 大野村、阿子木村、帯島村、水沢村（現・九戸郡）
  - 小軽米村 ← 小軽米村、蛇口村、円子村（現・九戸郡軽米町）
  - 軽米村 ← 軽米村、高家村、長倉村、晴山村［飛地］（現・九戸郡軽米町）、上館村（現・九戸郡軽米町、洋野町）
  - 晴山村 ← 晴山村［大部分］、狄塚村、山内村（現・九戸郡軽米町）
  - 江刺家村 ← 江刺家村、山屋村（現・九戸郡九戸村）
  - 伊保内村 ← 伊保内村、荒屋村、小倉村、長興寺村、雪屋村（現・九戸郡九戸村）
  - 戸田村 ← 戸田村、山根村（現・九戸郡九戸村）
  - 葛巻村、江刈村（それぞれ単独村制。現・岩手郡葛巻町）
- 明治30年（1897年）4月1日 - 北九戸郡が廃止され、南九戸郡・北九戸郡の区域をもって九戸郡（第2次）が発足[3]。同日郡制施行。

## 行政
歴代郡長
| 代 | 氏名 | 就任年月日               | 退任年月日                | 備考                               |
| -- | ---- | ------------------------ | ------------------------- | ---------------------------------- |
| 1  |      | 明治12年（1879年）1月4日 |                           |                                    |
|    |      |                          | 明治30年（1897年）3月31日 | 南九戸郡との合併により北九戸郡廃止 |